# Cirrhilabrus
Cirrhilabrus Temminck & Schlegel, 1845 è un genere di pesci d'acqua salata appartenenti alla famiglia Labridae.

## Tassonomia
In questo genere sono riconosciute 61 specie:
- Cirrhilabrus adornatus Randall & Kunzmann, 1998
- Cirrhilabrus africanus Victor, 2016
- Cirrhilabrus aurantidorsalis Allen & Kuiter, 1999
- Cirrhilabrus balteatus Randall, 1988
- Cirrhilabrus bathyphilus Randall & Nagareda, 2002
- Cirrhilabrus beauperryi Allen, Drew & Barber, 2008
- Cirrhilabrus blatteus Springer & Randall, 1974
- Cirrhilabrus briangreenei Tea, Pyle & Rocha, 2020
- Cirrhilabrus brunneus Allen, 2006
- Cirrhilabrus cenderawasih Allen & Erdmann, 2006
- Cirrhilabrus claire Randall & Pyle, 2001
- Cirrhilabrus condei Allen & Randall, 1996
- Cirrhilabrus cyanogularis Tea, Frable & Gill, 2018
- Cirrhilabrus cyanopleura (Bleeker, 1851)
- Cirrhilabrus earlei Randall & Pyle, 2001
- Cirrhilabrus efatensis Walsh, Tea & Tanaka, 2017
- Cirrhilabrus exquisitus Smith, 1957
- Cirrhilabrus filamentosus (Klausewitz, 1976)
- Cirrhilabrus flavidorsalis Randall & Carpenter, 1980
- Cirrhilabrus greeni Allen & Hammer, 2017
- Cirrhilabrus humanni Allen & Erdmann, 2012
- Cirrhilabrus hygroxerus Allen & Hammer, 2016
- Cirrhilabrus isosceles Tea, Senou & Greene, 2016
- Cirrhilabrus joanallenae Allen, 2000
- Cirrhilabrus johnsoni Randall, 1988
- Cirrhilabrus jordani Snyder, 1904
- Cirrhilabrus katherinae Randall, 1992
- Cirrhilabrus katoi Senou & Hirata, 2000
- Cirrhilabrus laboutei Randall & Lubbock, 1982
- Cirrhilabrus lanceolatus Randall & Masuda, 1991
- Cirrhilabrus lineatus Randall & Lubbock, 1982
- Cirrhilabrus lubbocki Randall & Carpenter, 1980
- Cirrhilabrus lunatus Randall & Masuda, 1991
- Cirrhilabrus luteovittatus Randall, 1988
- Cirrhilabrus marinda Allen, Erdmann & Dailami, 2015
- Cirrhilabrus marjorie Randall & Carlson, 2003
- Cirrhilabrus melanomarginatus Randall & Shen, 1978
- Cirrhilabrus morrisoni Allen, 1999
- Cirrhilabrus nahackyi Walsh & Tanaka, 2012
- Cirrhilabrus naokoae Randall & Tanaka, 2009
- Cirrhilabrus punctatus Randall & Kuiter, 1989
- Cirrhilabrus pylei Allen & Randall, 1996
- Cirrhilabrus randalli Allen, 1995
- Cirrhilabrus rhomboidalis Randall, 1988
- Cirrhilabrus roseafascia Randall & Lubbock, 1982
- Cirrhilabrus rubeus Victor, 2016
- Cirrhilabrus rubrimarginatus Randall, 1992
- Cirrhilabrus rubripinnis Randall & Carpenter, 1980
- Cirrhilabrus rubrisquamis Randall & Emery, 1983
- Cirrhilabrus rubriventralis Springer & Randall, 1974
- Cirrhilabrus ryukyuensis Ishikawa, 1904
- Cirrhilabrus sanguineus Cornic, 1987
- Cirrhilabrus scottorum Randall & Pyle, 1989
- Cirrhilabrus shutmani Tea & Gill, 2017
- Cirrhilabrus solorensis Bleeker, 1853
- Cirrhilabrus squirei Walsh, 2014
- Cirrhilabrus temminckii Bleeker, 1853
- Cirrhilabrus tonozukai Allen & Kuiter, 1999
- Cirrhilabrus wakanda Tea, Pinheiro, Shepherd & Rocha, 2019
- Cirrhilabrus walindi Allen & Randall, 1996
- Cirrhilabrus walshi Randall & Pyle, 2001